# Anadenobolus ferrugineus
Anadenobolus ferrugineus är en mångfotingart som först beskrevs av Daday 1889.  Anadenobolus ferrugineus ingår i släktet Anadenobolus och familjen Rhinocricidae. Inga underarter finns listade i Catalogue of Life.